# 麻生田町 (豊川市)
麻生田町（あそうだちょう）は、愛知県豊川市の町名。27の小字が存在する。

## 地理
豊川市東部に位置し、東は向河原町、西は豊が丘町、北は上野、北東は橋尾町に接する。また北方に飛び地があり、上野、一宮町、大木新町通に接する。

### 小字
- 大荒子（おおあらこ）
- 大屋敷（おおやしき）
- 川添（かわぞえ）
- 川垂（かわだれ）
- 川原（かわら）
- 北浦（きたうら）
- 楠木道（くすぎみち）
- 窪美（くぼみ）
- 島（しま）
- 高畠（たかばた）
- 田島（たじま）
- 為京（ためきょう）
- 茶木畑（ちゃぎばた）
- 寺前（てらまえ）
- 中荒子（なかあらこ）
- 中川原（なかがわら）
- 中通（なかどおり）
- 中道（なかみち）
- 八尻（はちじり）
- 桧畑（ひのきばた）
- 深井（ふかい）
- 前通（まえどおり）
- 松原（まつばら）
- 馬見塚（まみつか）
- 宮東（みやひがし）
- 宮前（みやまえ）
- 山ノ神（やまのかみ）

## 世帯数と人口
2023年（令和5年）3月31日現在の世帯数と人口は以下の通りである。
| 町丁     | 世帯数  | 人口  |
| -------- | ------- | ----- |
| 麻生田町 | 168世帯 | 428人 |

## 学区
市立小・中学校に通う場合、学区は以下の通りとなる。また、公立高等学校に通う場合、学区は以下の通りとなる。
| 区域 | 小学校             | 中学校             | 高等学校 |
| ---- | ------------------ | ------------------ | -------- |
| 全域 | 豊川市立東部小学校 | 豊川市立東部中学校 | 三河学区 |

## 歴史
宝飯郡麻生田村を前身とする。

### 町名の由来
『宝飯郡誌』に「往古禁裡ニ麻ヲ献ジタルヲ以テ村名トスト」とある。

### 沿革
- 1889年（明治22年）10月1日 - 町村制施行・合併に伴い、宝飯郡麻生田村大字麻生田となる[7]。
- 1906年（明治39年）7月1日 - 合併に伴い、豊川町大字麻生田となる[7]。
- 1943年（昭和18年）6月1日 - 合併・市制施行に伴い、豊川市大字麻生田となる[7]。
- 1944年（昭和19年）9月19日 - 麻生田町に改称[7]。
- 1987年（昭和62年）10月10日 - 一部が上野1丁目・豊が丘町・本野ケ原3～4丁目となる[8][9]。
- 1988年（昭和63年）3月19日 - 三上町・谷川町の各一部を編入、一部が上野4丁目となり、向河原町・二葉町と境界を変更[7][8]。
- 1989年（平成元年）2月20日 - 一部が上野2～3丁目となる[8]。
- 2000年（平成12年）10月2日 - 一部が東名町2丁目・大橋町1～3丁目となる[8][9]。

## 施設
- 麻生田保育園
- 麻生田地区市民館
- 玉林寺

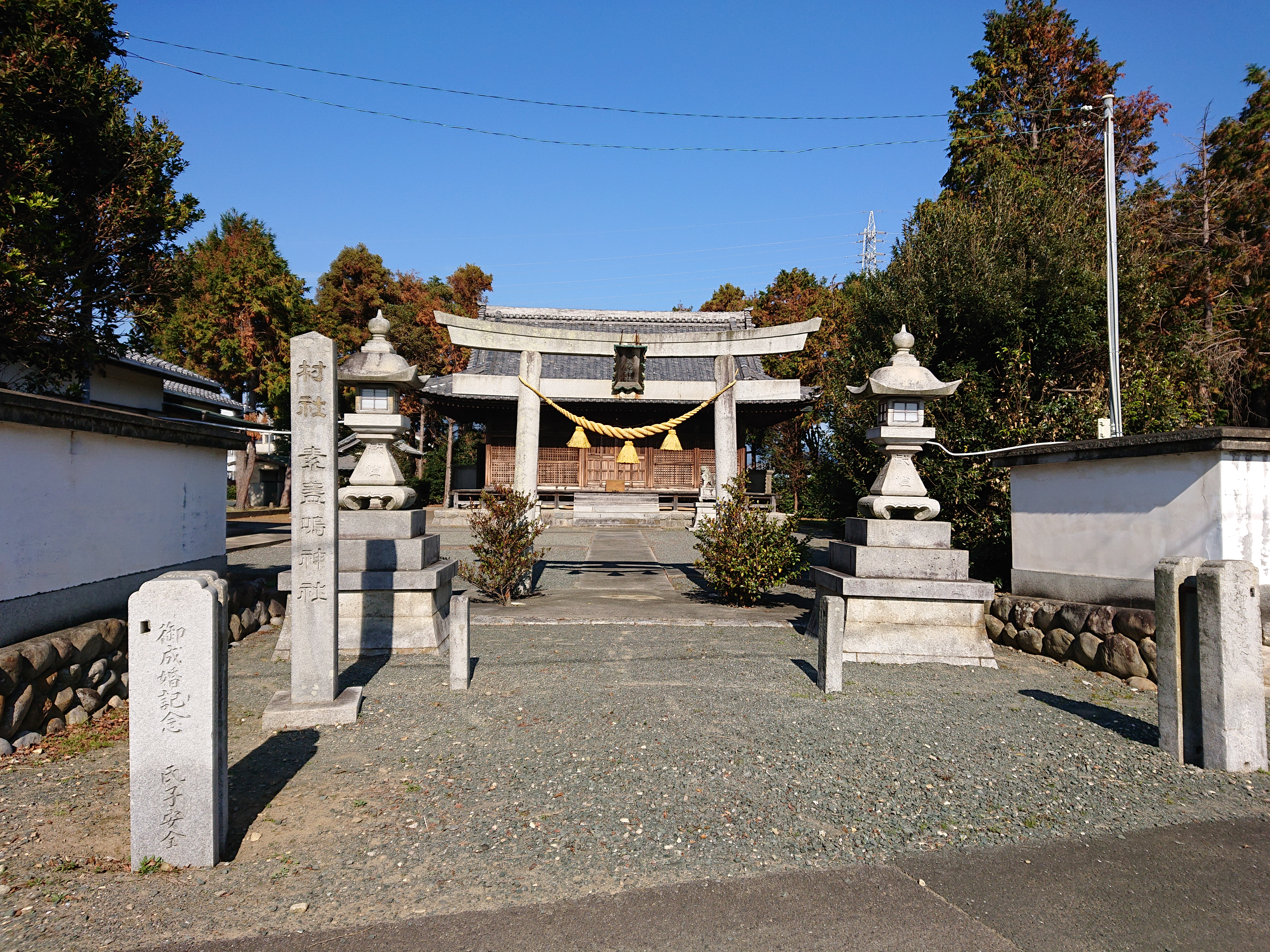
素戔嗚神社

- 素戔嗚神社

## 交通

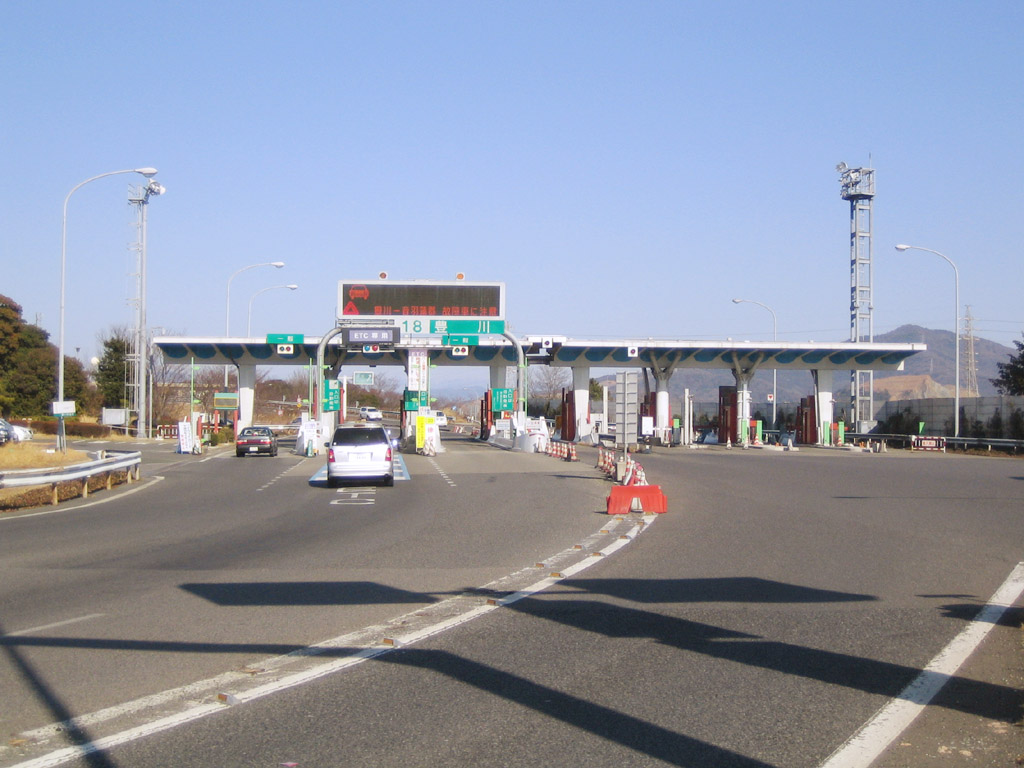
豊川IC

- 国道151号
- 愛知県道31号東三河環状線
- 愛知県道380号豊橋一宮線
- 愛知県道499号石巻萩平豊川線
- 東名高速道路 豊川IC

## その他

### 日本郵便
- 郵便番号 : 442-0802[2]（集配局：豊川郵便局[10]）。